# Décès en février 2022
Décès
- 2018
- 2019
- 2020
- 2021
- 2022
- 2023
- 2024
- 2025
- 2026

Pour une information complémentaire, voir la page d'aide.

| Date           | Nom                                   | Activités | Âge | Source |
| -------------- | ------------------------------------- | --- | --- | ------ |
| 1er février    | Brian Augustyn                        | Éditeur et scénariste de bande dessinée américain.                                                             | 67  | (en)   |
| 1er février    | Paolo Graziosi                        | Acteur italien.                                                                                                | 82  | (it)   |
| 1er février    | Shintarō Ishihara                     | Écrivain et homme politique japonais.                                                                          | 89  | (en)   |
| 1er février    | Stanisław Olejniczak                  | Basketteur polonais.                                                                                           | 83  | (pl)   |
| 1er février    | Wolfgang Schwanitz                    | Homme politique allemand.                                                                                      | 91  | (de)   |
| 1er février    | Maurizio Zamparini                    | Homme d'affaires et dirigeant sportif italien.                                                                 | 80  | (it)   |
| 2 février      | Djilali Abdi                          | Footballeur algérien.                                                                                          | 78  |        |
| 2 février      | Alberto Baillères                     | Économiste et homme d'affaires mexicain.                                                                       | 90  | (es)   |
| 2 février      | J. Alexander Baumann                  | Homme politique suisse.                                                                                        | 79  | (de)   |
| 2 février      | Georges Bertin                        | Sociologue français.                                                                                           | 73  |        |
| 2 février      | Bill Fitch                            | Entraîneur de basket-ball américain.                                                                           | 89  | (en)   |
| 2 février      | Ezio Frigerio                         | Scénographe et costumier italien.                                                                              | 91  | (it)   |
| 2 février      | Phil Harvey                           | Libertaire et philanthrope américain.                                                                          | 83  | (en)   |
| 2 février      | Olivier Léonhardt                     | Homme politique français.                                                                                      | 58  |        |
| 2 février      | Tilden Santiago                       | Homme politique brésilien.                                                                                     | 81  | (en)   |
| 2 février      | László Szigeti                        | Homme politique slovaque.                                                                                      | 64  | (sk)   |
| 2 février      | Monica Vitti                          | Actrice italienne.                                                                                             | 90  | (it)   |
| 2 février      | Abdelhamid Zouba                      | Entraîneur de football algérien.                                                                               | 86  | (ar)   |
| 3 février      | Georges Athanasiadès                  | Organiste et chanoine suisse.                                                                                  | 92  |        |
| 3 février      | Herbert Benson                        | Médecin américain.                                                                                             | 86  | (en)   |
| 3 février      | Géo Beuf                              | Acteur français.                                                                                               | 102 |        |
| 3 février      | Abou Ibrahim al-Hachimi al-Qourachi   | Djihadiste irakien.                                                                                            | 45  | (en)   |
| 3 février      | Tom Kiernan                           | Joueur irlandais de rugby à XV.                                                                                | 83  |        |
| 3 février      | Chrístos Sartzetákis                  | Homme d'État grec.                                                                                             | 92  | (en)   |
| 3 février      | Giorgio Turchi                        | Footballeur italien.                                                                                           | 91  | (it)   |
| 4 février      | Emília Barreto                        | Miss Brésil 1955.                                                                                              | 87  | (es)   |
| 4 février      | Neil Faulkner                         | Archéologue britannique.                                                                                       | 64  | (en)   |
| 4 février      | Gianluca Floris                       | Écrivain et chanteur lyrique italien.                                                                          | 57  | (de)   |
| 4 février      | Donald Johnston                       | Avocat, écrivain et homme politique canadien.                                                                  | 85  | (en)   |
| 4 février      | Georges Labazée                       | Homme politique français.                                                                                      | 78  |        |
| 4 février      | Pierre Petit                          | Homme politique martiniquais.                                                                                  | 92  |        |
| 4 février      | Renée Pietrafesa Bonnet               | Compositrice, pianiste, organiste, claveciniste et chef d'orchestre franco-uruguayenne.                        | 83  | (es)   |
| 5 février      | Mavie Bardanzellu                     | Actrice italienne.                                                                                             | 83  | (it)   |
| 5 février      | Todd Gitlin                           | Sociologue et écrivain américain.                                                                              | 79  | (en)   |
| 5 février      | Angélica Gorodischer                  | Auteure de science-fiction et de fantasy argentine.                                                            | 93  | (es)   |
| 5 février      | Ivan Kučírek                          | Cycliste sur piste tchécoslovaque.                                                                             | 75  | (cs)   |
| 5 février      | Fernando Marías Amondo                | Écrivain espagnol.                                                                                             | 63  | (es)   |
| 5 février      | Boris Melnikov                        | Escrimeur soviétique, champion aux Jeux olympiques d'été de 1964.                                              | 83  | (ru)   |
| 5 février      | Christian Nau                         | Pilote de char à voile français.                                                                               | 77  |        |
| 5 février      | Kenta Nishimura                       | Écrivain japonais.                                                                                             | 54  | (ja)   |
| 6 février      | Maria Carrilho                        | Femme politique portugaise.                                                                                    | 78  | (pt)   |
| 6 février      | George Crumb                          | Compositeur américain de musique contemporaine.                                                                | 92  | (en)   |
| 6 février      | Ronnie Hellström                      | Footballeur suédois.                                                                                           | 72  | (se)   |
| 6 février      | Syl Johnson                           | Chanteur, guitariste et harmoniciste de blues américain.                                                       | 85  |        |
| 6 février      | Abram Khassine                        | Joueur d'échecs soviétique puis russe.                                                                         | 98  | (ru)   |
| 6 février      | Ryszard Kubiak                        | Rameur d'aviron polonais, médaillé de bronze aux Jeux olympiques d'été de 1980.                                | 71  | (pl)   |
| 6 février      | Lata Mangeshkar                       | Chanteuse, compositrice et productrice indienne.                                                               | 92  | (en)   |
| 6 février      | Abdelmalek Ali Messaoud               | Footballeur algérien.                                                                                          | 66  | (ar)   |
| 6 février      | Hans Neuenfels                        | Auteur, poète et cinéaste allemand.                                                                            | 80  |        |
| 6 février      | Sayyed Al-Qimni                       | Écrivain égyptien.                                                                                             | 74  | (ar)   |
| 6 février      | John Vinocur                          | Journaliste américain.                                                                                         | 81  | (en)   |
| 7 février      | Jacques Calonne                       | Musicien, peintre et compositeur belge.                                                                        | 91  |        |
| 7 février      | Claude Dubois                         | Pilote automobile belge.                                                                                       | 89  |        |
| 7 février      | Hans-Ulrich Klose                     | Homme politique allemand.                                                                                      | 86  | (de)   |
| 7 février      | Praveen Kumar                         | Athlète de lancers de disque indien.                                                                           | 74  | (en)   |
| 7 février      | Margarita Lozano                      | Actrice espagnole.                                                                                             | 90  |        |
| 7 février      | Günter Maschke                        | Politologue allemand.                                                                                          | 79  | (de)   |
| 7 février      | Andrzej Rapacz                        | Biathlète polonais.                                                                                            | 73  | (pl)   |
| 7 février      | Douglas Trumbull                      | Réalisateur, producteur et scénariste américain.                                                               | 79  | (en)   |
| 8 février      | Javier Berasaluce Marquiegui          | Footballeur espagnol.                                                                                          | 91  | (es)   |
| 8 février      | Borivoj Dovniković                    | Caricaturiste, illustrateur et auteur de dessin animé yougoslave puis croate.                                  | 91  | (hr)   |
| 8 février      | Jean-Henri Jaeger                     | Chirurgien français.                                                                                           | 78  |        |
| 8 février      | Bill Lienhard                         | Basketteur américain, champion aux Jeux olympiques d'été de 1952.                                              | 92  | (en)   |
| 8 février      | Andrée Michel                         | Sociologue, féministe, anticolonialiste et antimilitariste française.                                          | 101 |        |
| 8 février      | Luc Montagnier                        | Virologue français, prix Nobel de médecine, codécouvreur du virus du sida.                                     | 89  |        |
| 8 février      | Robert Robinson                       | Joueur de basket-ball américain, champion aux Jeux olympiques d'été de 1948.                                   | 94  | (en)   |
| 8 février      | Gerhard Roth                          | Écrivain autrichien.                                                                                           | 78  | (de)   |
| 8 février      | David Rudman                          | Lutteur et judoka soviétique puis américain.                                                                   | 78  | (ru)   |
| 8 février      | Makoto Watanabe                       | Diplomate japonais.                                                                                            | 85  | (ja)   |
| 8 février      | Götz Werner                           | Homme d'affaires allemand.                                                                                     | 78  | (de)   |
| 9 février      | Antoine Ier d'Érythrée                | Primat de l'Église érythréenne orthodoxe.                                                                      | 94  | (en)   |
| 9 février      | Betty Davis                           | Chanteuse américaine de soul et de funk.                                                                       | 77  |        |
| 9 février      | Jeremy Giambi                         | Joueur américain de baseball.                                                                                  | 47  | (en)   |
| 9 février      | Joseph Horovitz                       | Compositeur et chef d'orchestre britannique.                                                                   | 95  | (en)   |
| 9 février      | Jan Magiera                           | Cycliste sur route polonais.                                                                                   | 83  | (pl)   |
| 9 février      | Ian McDonald                          | Musicien britannique.                                                                                          | 75  | (en)   |
| 9 février      | Nora Nova                             | Chanteuse bulgaro-allemande.                                                                                   | 93  | (bg)   |
| 9 février      | Snežana Perić                         | Karatéka serbe.                                                                                                | 43  | (sr)   |
| 9 février      | Georges Philippot                     | Gendarme français.                                                                                             | 82  |        |
| 9 février      | Charlotte Phoba Massiala              | Femme politique congolaise.                                                                                    | 60  |        |
| 9 février      | Johnny Raper                          | Joueur puis entraîneur australien de rugby à XIII.                                                             | 82  | (en)   |
| 9 février      | Erwan Vallerie                        | Historien français.                                                                                            | 77  |        |
| 9 février      | André Wilms                           | Acteur et metteur en scène français.                                                                           | 74  |        |
| 10 février     | Maurice Clermont                      | Homme politique canadien.                                                                                      | 77  |        |
| 10 février     | Manuel Esquivel                       | Homme d'État belizien.                                                                                         | 81  | (en)   |
| 10 février     | Olsen Filipaina                       | Joueur néo-zélandais de rugby à XIII.                                                                          | 64  | (en)   |
| 10 février     | Duvall Hecht                          | Rameur d'aviron américain, champion aux Jeux olympiques d'été de 1956.                                         | 91  | (en)   |
| 10 février     | Eduard Kukan                          | Homme politique tchécoslovaque puis slovaque.                                                                  | 82  | (sk)   |
| 10 février     | Mwele Ntuli Malecela                  | Médecin tanzanien.                                                                                             | 58  | (en)   |
| 10 février     | Nikolaï Manochine                     | Joueur et entraîneur de football international russe.                                                          | 83  | (ru)   |
| 10 février     | Maria Antònia Oliver                  | Romancière, nouvelliste, dramaturge et traductrice espagnole.                                                  | 75  | (es)   |
| 10 février     | Stefan Żywotko                        | Entraîneur polonais de football.                                                                               | 102 |        |
| 11 février     | Addai II de Bagdad                    | Primat de l'Ancienne Église de l'Orient irakien.                                                               | 74  | (en)   |
| 11 février     | Ilya Datunashvili                     | Joueur de football géorgien.                                                                                   | 84  | (ka)   |
| 11 février     | Lucien Degauchy                       | Homme politique français.                                                                                      | 84  |        |
| 11 février     | Jean-Marc Piotte                      | Politologue, enseignant et essayiste canadien.                                                                 | 81  |        |
| 11 février     | Isabel Torres                         | Actrice, animatrice de télévision et animatrice de radio espagnole.                                            | 52  |        |
| 11 février     | Philippe van Kessel                   | Acteur et metteur en scène belge.                                                                              | 76  |        |
| 12 février     | Rahul Bajaj                           | Homme d'affaires et milliardaire indien.                                                                       | 83  |        |
| 12 février     | Bob DeMeo                             | Batteur de jazz américain.                                                                                     | 66  |        |
| 12 février     | Mireille Delmas-Marty                 | Juriste, professeure d'université et avocate française.                                                        | 80  |        |
| 12 février     | Gladys Guarisma                       | Linguiste vénézuélienne.                                                                                       | 83  |        |
| 12 février     | Francis Xavier Sudartanta Hadisumarta | Prélat indonésien.                                                                                             | 89  | (id)   |
| 12 février     | Carmen Herrera                        | Peintre cubano-américaine.                                                                                     | 106 | (en)   |
| 12 février     | Zinaïda Kirienko                      | Actrice russe.                                                                                                 | 88  | (ru)   |
| 12 février     | Edmur Mesquita                        | Homme politique brésilien.                                                                                     | 67  | (pt)   |
| 12 février     | Ivan Reitman                          | Réalisateur canadien.                                                                                          | 75  |        |
| 12 février     | Stevan Tontic                         | Écrivain, conférencier et intellectuel bosnien.                                                                | 75  | (sr)   |
| 12 février     | Karl Vaino                            | Homme politique russe.                                                                                         | 98  | (ru)   |
| 12 février     | Hugo Torres Jiménez                   | Militaire, politicien et poète nicaraguayen.                                                                   | 73  | (es)   |
| 13 février     | Berit Berthelsen                      | Athlète norvégienne spécialiste du saut en longueur.                                                           | 77  | (no)   |
| 13 février     | Eduardo Romero                        | Golfeur argentin.                                                                                              | 67  | (en)   |
| 13 février     | Burghart Schmidt                      | Philosophe allemand.                                                                                           | 79  | (de)   |
| 13 février     | Francisco Sánchez Martínez            | Coureur de fond colombien.                                                                                     | 54  | (es)   |
| 13 février     | Halyna Sévrouk                        | Artiste ukrainienne.                                                                                           | 92  | (uk)   |
| 14 février     | Francine-Charlotte Gehri              | Écrivaine suisse.                                                                                              | 98  | (de)   |
| 14 février     | Borislav Ivkov                        | Grand maître du jeu d'échecs serbe.                                                                            | 88  | (en)   |
| 14 février     | Željko Mijač                          | Footballeur et ensuite entraîneur yougoslave puis croate.                                                      | 68  | (hr)   |
| 14 février     | Julio Morales                         | Footballeur et ensuite entraîneur uruguayen.                                                                   | 76  | (es)   |
| 14 février     | Sandy Nelson                          | Batteur américain.                                                                                             | 83  | (en)   |
| 14 février     | Hubert de Ravinel                     | Professeur, essayiste et poète canadien.                                                                       | 88  |        |
| 14 février     | Alfred Sole                           | Chef décorateur, réalisateur et scénariste américain.                                                          | 78  | (en)   |
| 14 février     | Charles Yohane                        | Joueur de football international zimbabwéen.                                                                   | 48  | (en)   |
| 15 février     | Marie Chamming's                      | Écrivaine et résistante française.                                                                             | 98  |        |
| 15 février     | David Chidgey                         | Homme politique libéral démocrate britannique.                                                                 | 79  | (en)   |
| 15 février     | Arnaldo Jabor                         | Scénariste, producteur et réalisateur brésilien.                                                               | 81  |        |
| 15 février     | Roger Lambrecht                       | Joueur de football et homme d'affaires belge.                                                                  | 90  |        |
| 15 février     | Dominique Marcas                      | Actrice française.                                                                                             | 101 |        |
| 15 février     | Sandhya Mukherjee                     | Chanteuse de playback et musicienne indienne.                                                                  | 90  | (en)   |
| 15 février     | P. J. O'Rourke                        | Journaliste, écrivain et satiriste américain.                                                                  | 74  | (en)   |
| 15 février     | Rudy Omankowsky                       | Funambule tchèque.                                                                                             | 85  |        |
| 15 février     | Vivi l'internationale                 | Chanteuse béninoise.                                                                                           | 74  |        |
| 15 février     | Józef Zapędzki                        | Tireur au pistolet polonais, double champion olympique aux Jeux olympiques d'été de 1968 et 1972.              | 92  | (pl)   |
| 16 février     | Ba Ge                                 | Acteur taïwanais.                                                                                              | 67  | (zh)   |
| 16 février     | Cristina Calderón                     | Chanteuse, ethnographe et écrivaine chilienne.                                                                 | 93  |        |
| 16 février     | Michel Deguy                          | Poète et essayiste français.                                                                                   | 91  |        |
| 16 février     | Gail Halvorsen                        | Colonel américain.                                                                                             | 101 | (en)   |
| 16 février     | Andrei Lopatov                        | Basketteur soviétique, médaillé de bronze aux Jeux olympiques d'été de 1980.                                   | 64  | (ru)   |
| 16 février     | Luigi de Magistris                    | Cardinal italien.                                                                                              | 95  |        |
| 16 février     | Didier-Léon Marchand                  | Évêque catholique français, évêque émérite de Valence.                                                         | 96  |        |
| 16 février     | Declan O'Brien                        | Réalisateur, scénariste et producteur de cinéma américain.                                                     | 56  | (en)   |
| 16 février     | Jean-Marie Queneau                    | Peintre, graveur et éditeur français.                                                                          | 87  |        |
| 16 février     | Chelique Sarabia                      | Musicien et homme politique vénézuélien.                                                                       | 81  | (en)   |
| 16 février     | Mona Saudi                            | Sculptrice jordanienne.                                                                                        | 76  | (en)   |
| 16 février     | Amos Sawyer                           | Homme d'état libérien.                                                                                         | 76  | (en)   |
| 17 février     | Bernard Ballet                        | Acteur et metteur en scène français.                                                                           | 81  |        |
| 17 février     | David Brenner                         | Monteur américain.                                                                                             | 59  | (en)   |
| 17 février     | Steve Burtenshaw                      | Footballeur britannique.                                                                                       | 86  | (en)   |
| 17 février     | Fausto Cigliano                       | Chanteur, guitariste et acteur italien.                                                                        | 85  | (it)   |
| 17 février     | Máté Fenyvesi                         | Joueur de football international hongrois.                                                                     | 88  | (hu)   |
| 17 février     | Jim Hagedorn                          | Homme politique américain.                                                                                     | 59  | (en)   |
| 17 février     | Roddie Haley                          | Athlète américain.                                                                                             | 57  | (en)   |
| 17 février     | Marc Hamilton                         | Chanteur canadien.                                                                                             | 78  |        |
| 17 février     | Jürgen Lässig                         | Pilote automobile allemand.                                                                                    | 78  | (de)   |
| 17 février     | František Václav Lobkowicz            | Évêque catholique tchèque, évêque du diocèse d'Ostrava-Opava.                                                  | 74  | (cs)   |
| 17 février     | Mauri                                 | Footballeur international espagnol.                                                                            | 87  | (es)   |
| 17 février     | André Messelis                        | Coureur cycliste belge.                                                                                        | 91  | (nl)   |
| 17 février     | Ginette Ravel                         | Chanteuse canadienne.                                                                                          | 81  |        |
| 17 février     | François Ricard                       | Essayiste canadien.                                                                                            | 74  |        |
| 17 février     | Giuseppe Ros                          | Boxeur italien, médaillé de bronze aux Jeux olympiques d'été de 1964.                                          | 79  | (it)   |
| 18 février     | Gabriel Bach                          | Juge et avocat israélien.                                                                                      | 94  | (en)   |
| 18 février     | Dorothée Gizenga                      | Personnalité politique congolaise.                                                                             | 60  |        |
| 18 février     | François Gros                         | Biologiste français.                                                                                           | 96  |        |
| 18 février     | Yves Milet-Desfougères                | Artiste-peintre et graveur français.                                                                           | 87  |        |
| 18 février     | Boris Nevzorov                        | Acteur russe.                                                                                                  | 72  | (ru)   |
| 18 février     | Lindsey Pearlman                      | Actrice américaine.                                                                                            | 43  | (en)   |
| 18 février     | Héctor Pulido                         | Joueur de football international mexicain.                                                                     | 79  | (es)   |
| 19 février     | Joey Beauchamp                        | Footballeur britannique.                                                                                       | 50  | (en)   |
| 19 février     | Gary Brooker                          | Musicien britannique.                                                                                          | 76  | (en)   |
| 19 février     | Jean-Luc Brunel                       | Entrepreneur du mannequinat français.                                                                          | 75  |        |
| 19 février     | Jean-Louis Faure                      | Sculpteur, peintre et écrivain français.                                                                       | 90  | (en)   |
| 19 février     | Emile Francis                         | Joueur, entraîneur puis directeur général canadien de hockey sur glace.                                        | 95  |        |
| 19 février     | Dan Graham                            | Artiste américain.                                                                                             | 79  | (en)   |
| 19 février     | Henriette Hanotte                     | Résistante belge.                                                                                              | 101 |        |
| 19 février     | Kakuichi Mimura                       | Footballeur japonais.                                                                                          | 90  |        |
| 19 février     | Jacques Poos                          | Banquier, économiste et homme politique luxembourgeois.                                                        | 86  |        |
| 20 février     | Abderrahim Berrada                    | Avocat marocain.                                                                                               | 83  |        |
| 20 février     | Leo Bersani                           | Professeur d'université américain.                                                                             | 90  | (en)   |
| 20 février     | Eduardo Bonomi                        | Homme politique uruguayen.                                                                                     | 73  | (es)   |
| 20 février     | Sami Clark                            | Chanteur libanais.                                                                                             | 73  | (en)   |
| 20 février     | Joni James                            | Chanteuse américaine.                                                                                          | 91  | (en)   |
| 20 février     | Nils Lindberg                         | Compositeur et pianiste suédois.                                                                               | 88  | (sv)   |
| 20 février     | Réal Ouellet                          | Écrivain et professeur québécois.                                                                              | 86  |        |
| 20 février     | Robert Silverman                      | Militant canadien pour le cyclisme à Montréal.                                                                 | 88  | (en)   |
| 20 février     | Oleksandr Sydorenko                   | Nageur soviétique, champion aux Jeux olympiques d'été de 1980.                                                 | 61  | (ru)   |
| 20 février     | Maurice Tremblay                      | Avocat et homme politique canadien.                                                                            | 77  |        |
| 21 février     | Joaquín Bernadó                       | Matador espagnol.                                                                                              | 86  | (es)   |
| 21 février     | John Emery                            | Bobeur canadien, champion aux Jeux olympiques d'hiver de 1964.                                                 | 90  | (en)   |
| 21 février     | Paul Farmer                           | Médecin et anthropologue américain.                                                                            | 62  |        |
| 21 février     | Miguel Gallardo                       | Auteur de bande dessinée espagnol.                                                                             | 66  | (en)   |
| 21 février     | Eduardo González Pálmer               | Joueur international de football mexicain.                                                                     | 87  | (es)   |
| 21 février     | Judith Pipher                         | Astrophysicienne et astronome observatrice américaine.                                                         | 81  | (en)   |
| 21 février     | Richard Shepherd                      | Homme politique britannique.                                                                                   | 79  | (en)   |
| 21 février     | Chu Yuan                              | Réalisateur hongkongais.                                                                                       | 87  | (zh)   |
| 22 février     | Louis Bourgeois                       | Footballeur français.                                                                                          | 84  |        |
| 22 février     | Mark Lanegan                          | Chanteur américain.                                                                                            | 57  |        |
| 22 février     | Germain Marc'hadour                   | Ecclésiastique et professeur de philologie français.                                                           | 100 |        |
| 22 février     | Georges Montillier                    | Acteur français.                                                                                               | 82  |        |
| 22 février     | Josephine Veasey                      | Mezzo-soprano anglaise.                                                                                        | 91  |        |
| 23 février     | Tatiana Birshtein                     | Physicienne russe.                                                                                             | 93  | (ru)   |
| 23 février     | Arnoldo Granella                      | Footballeur français.                                                                                          | 82  |        |
| 23 février     | Britta Schall Holberg                 | Femme politique danoise.                                                                                       | 80  | (da)   |
| 23 février     | Jaakko Kuusisto                       | Violoniste, chef d'orchestre et compositeur finlandais.                                                        | 48  |        |
| 23 février     | Rehman Malik                          | Homme politique pakistanais.                                                                                   | 70  | (en)   |
| 23 février     | Antonietta Stella                     | Cantatrice italienne.                                                                                          | 92  |        |
| 23 février     | Jorge Zabalza                         | Personnalité politique uruguayenne.                                                                            | 79  | (es)   |
| 23 février     | Ion Zare                              | Footballeur roumain.                                                                                           | 62  | (ro)   |
| 24 février     | Ivanka Hristova                       | Athlète bulgare, médaillée de bronze aux Jeux olympiques d'été de 1972 et championne olympique à ceux de 1976. | 80  | (en)   |
| 24 février     | Walter Emil Kaegi                     | Byzantiniste américain.                                                                                        | 84  | (en)   |
| 24 février     | Sally Kellerman                       | Actrice américaine.                                                                                            | 84  | (en)   |
| 24 février     | Tarik Kopty                           | Acteur et cinéaste israélien.                                                                                  | 77  | (ar)   |
| 24 février     | John Landy                            | Athlète australien, médaillé de bronze aux Jeux olympiques d'été de 1956.                                      | 91  | (en)   |
| 24 février     | Henry Lincoln                         | Scénariste, journaliste et écrivain britannique.                                                               | 92  | (en)   |
| 24 février     | Kathleen Nord                         | Nageuse allemande, championne aux Jeux olympiques d'été de 1988.                                               | 56  | (de)   |
| 24 février     | Vitali Skakoune                       | Ingénieur de combat naval ukrainien.                                                                           | 25  | (en)   |
| 24 février     | Luan Starova                          | Écrivain, traducteur et diplomate macédonien d'origine albanaise.                                              | 80  | (en)   |
| 24 février     | Va'aiga Tuigamala                     | Joueur de rugby à XV et de rugby à XIII samoan.                                                                | 52  |        |
| 25 février     | Farrah Forke                          | Actrice américaine.                                                                                            | 54  | (en)   |
| 25 février     | Oliver Frank                          | Chanteur allemand.                                                                                             | 58  | (de)   |
| 25 février     | Laurel Goodwin                        | Actrice américaine.                                                                                            | 79  | (en)   |
| 25 février     | Michel Le Royer                       | Acteur français.                                                                                               | 89  |        |
| 25 février     | Alibaba Mammadov                      | Chanteur de mugham et compositeur azerbaïdjanais.                                                              | 92  | (az)   |
| 25 février     | Dick Versace                          | Entraîneur de basket-ball américain.                                                                           | 81  | (en)   |
| 25 février     | Joeli Vidiri                          | Joueur de rugby à XV fidjien.                                                                                  | 48  | (en)   |
| 26 février     | Jean-Luc Cairon                       | Gymnaste artistique français.                                                                                  | 60  |        |
| 26 février     | David Christopher                     | Homme politique fidjien et gilbertin.                                                                          | 74  | (en)   |
| 26 février     | Tony Devon                            | Acteur et producteur américain.                                                                                | 70  |        |
| 26 février     | Yūsuke Kawazu                         | Acteur japonais.                                                                                               | 86  | (ja)   |
| 26 février     | Lee O-young                           | Écrivain sud-coréen.                                                                                           | 88  | (en)   |
| 26 février     | Gilbert Moevi                         | Joueur de football français.                                                                                   | 87  |        |
| 26 février     | Kevin Neufeld                         | Rameur d'aviron canadien, champion aux Jeux olympiques d'été de 1984.                                          | 61  | (en)   |
| 26 février     | Danny Ongais                          | Pilote de course automobile américain.                                                                         | 79  | (en)   |
| 26 février     | Ingo Renner                           | Pilote de planeur australien.                                                                                  | 81  | (es)   |
| 26 février     | Antonio Seguí                         | Artiste argentin.                                                                                              | 88  | (es)   |
| 26 février     | Snootie Wild                          | Rappeur américain.                                                                                             | 36  | (en)   |
| 27 février     | Ichirō Abe                            | Judoka japonais.                                                                                               | 99  | (en)   |
| 27 février     | Veronica Carlson                      | Actrice britannique.                                                                                           | 77  | (en)   |
| 27 février     | Marcel Conche                         | Philosophe français.                                                                                           | 99  |        |
| 27 février     | Mariétta Giannákou                    | Femme politique grecque.                                                                                       | 70  | (en)   |
| 27 février     | Hanna Havrylets                       | Compositrice ukrainienne.                                                                                      | 63  | (en)   |
| 27 février     | Teun Hocks                            | Photographe néerlandais.                                                                                       | 74  | (nl)   |
| 27 février     | Sonny Ramadhin                        | Joueur de cricket trinidadien.                                                                                 | 92  | (en)   |
| 27 février     | Harald Weinrich                       | Linguiste allemand.                                                                                            | 94  | (de)   |
| 27 février     | Nick Zedd                             | Cinéaste américain.                                                                                            | 63  | (es)   |
| 28 février     | Dominique Paturel                     | Acteur français.                                                                                               | 90  |        |
| 28 février     | Andreï Soukhovetski                   | Général de division russe.                                                                                     | 47  | (en)   |
| non déterminée | Dmitry Debelka                        | Lutteur de gréco-romaine biélorusse, médaillé de bronze aux Jeux olympiques d'été de 2000.                     | 46  | (ru)   |
| non déterminée | Azita Raji                            | Diplomate et banquière d'affaires iranienne puis américaine.                                                   | 60  | (en)   |